# Лушечка вас
Лушечка вас (словен. Lušečka vas) је насељено место у општини Пољчане, Подравска регија, Словенија.

## Историја
До територијалне реорганизације у Словенији била је у саставу старе општине Словенска Бистрица.

## Становништво
У попису становништва из 2011. године, Лушечка вас је имала 271 становника.
| Број становника према пописима | Број становника према пописима | Број становника према пописима |
| ------------------------------ | ------------------------------ | ------------------------------ |
| 1991                           | 2002                           | 2011                           |
| 243                            | 247                            | 271                            |

Напомена: Године 2017. извршена је мала размена територија између насеља Чадрамска вас, Лушечка вас, Пољчане, Сподња Брежница, Сподње Пољчане и Становско.